# Richard Harlan
Richard Harlan (Filadelfia, Pensilvania, 19 de septiembre de 1796-Nueva Orleans, Luisiana, 30 de septiembre de 1843) fue un naturalista, zoólogo, botánico, físico y paleontólogo estadounidense.

## Biografía
Se graduó en medicina en la Universidad de Pensilvania. Estudiante aún, fue miembro de la Academia de Ciencias Naturales de Filadelfia, la primera sociedad científica de historia natural de Estados Unidos. No bien recibido de doctor en 1818, fue médico de a bordo y viajó a India durante un año.
En 1821 consiguió ocupar el cargo de profesor de anatomía comparada en el Museo de Filadelfia

## Obra
- Fauna Americana, 1825
- Genera of North American Reptilia, & a Synopsis of the Species. Dos vols., 1826-1827, primer catálogo de la fauna. herpetológica de América del Norte
- American Herpetology, 1827

## Abreviatura (zoología)
La abreviatura Harlan  se emplea para indicar a Richard Harlan como autoridad en la descripción y taxonomía en zoología.

- La abreviatura «Harlan» se emplea para indicar a Richard Harlan como autoridad en la descripción y clasificación científica de los vegetales.[1]